# Lutjanus inermis
Lutjanus inermis és una espècie de peix de la família dels lutjànids i de l'ordre dels perciformes.

## Morfologia
- Els mascles poden assolir 34 cm de longitud total.[4][5]

## Hàbitat
És un peix marí de clima tropical i associat als esculls de corall que viu fins als 40 m de fondària.

## Distribució geogràfica
Es troba al Pacífic oriental: des de Mèxic fins a Panamà.

## Ús comercial
Es comercialitza fresc o congelat.